# Jembke
Jembke ist eine Gemeinde im Landkreis Gifhorn in Niedersachsen (Deutschland).

## Geografie

### Geografische Lage
Jembke liegt zwischen den Naturparks Südheide und Drömling an der Kleinen Aller. Die Gemeinde gehört der Samtgemeinde Boldecker Land an, die ihren Verwaltungssitz in Weyhausen hat.

## Geschichte
Jembke war einst das größte Dorf im Boldecker Land. Die ursprüngliche Dorfform war die eines wendischen Rundlings. Die Siedlungsanfänge reichen bis in die frühe Zeit der Christianisierung dieses Gebietes, das zum Derlingau gehörte, zurück. 844 wurde die Gemeinde in Aufzeichnungen des Klosters Corvey erstmals urkundlich als Lianbeke erwähnt. 1339 trug es die Bezeichnung Jembeke. 1339 übernahm das Geschlecht von Marenholtz das Dorf vom Geschlecht derer von Campe. In der Kirche steht ein mit 1366 datierter Wappenstein des damaligen Patronatsherrn der Kirche, Ritter Harneid von Marenholtz. 1495 kam das Dorf zum Geschlecht derer von Bartensleben. Der Braunschweiger Herzog Heinrich gab es ihnen, wie die übrigen Dörfer des Boldecker Landes, zum Lehen. 1574 vernichtete eine Feuersbrunst das Dorf. Laut einem Siedlungsverzeichnis um 1850 bestanden zu dieser Zeit 31 Bauernhöfe.

## Ortsname
Der Ortsname, 844 Lianbeke und 1339 Jembeke, variierte in den historischen Aufzeichnungen noch mehrmals von Jemeke um 1400, Geimike um 1715, Jeimbcke um 1775, Jeimcke um 1800, Jeimke um 1825 zum heutigen Namen. Das Grundwort des Namens Jembke lässt sich vom mittelniederdeutschen Wort Beke (Bach) herleiten.

## Kirche

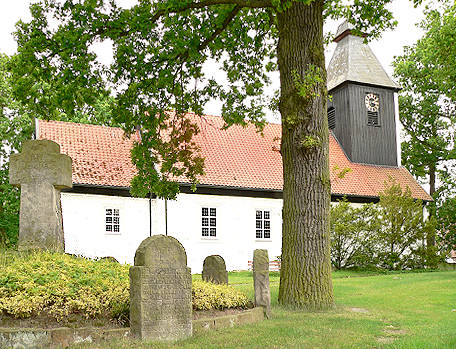
St.-Georg-Kirche

Die St.-Georg-Kirche ist aus Feldsteinen erbaut und in ihrer Geschichte mehrfach vergrößert worden. Anfänglich dürfte es eine kleine Missionskapelle gewesen sein, die wegen ihrer urkundlichen Erwähnung bereits 844 bestanden haben dürfte. Dies bestätigten Ausgrabungen bei einer Kirchenrenovierung in den Jahren 1965–67. Dabei wurden im Kirchenboden Mauerstrukturen in den Ausmaßen von 5 × 6 m sowie ein Taufbrunnen gefunden. Eine Bauerweiterung der Kapelle erfolgte im 12. Jahrhundert. Im 14. Jahrhundert kam ein gotischer Anbau und 1716 eine weitere bedeutende Bauvergrößerung hinzu. Beim Großbrand des Dorfes 1574 brannte auch die Kirche ab und ihre drei Glocken schmolzen. Die heutigen Glocken sind aus den Jahren 1927 und 1952. Das Kirchengebäude befindet sich zentral im Dorf und ist von alten Eichen umgeben. Rund um die Kirche war früher der Friedhof. Auf dem Gelände steht heute eine 600 Jahre alte Linde, der Ulenboom.

## Politik

### Rat
Der Rat der Gemeinde Jembke setzt sich aus 13 Mitgliedern zusammen. Die Ratsmitglieder werden durch eine Kommunalwahl für jeweils fünf Jahre gewählt.
Bei der Kommunalwahl 2021 ergab sich folgende Sitzverteilung:
| Rat 2021Insgesamt 13 Sitze - Grüne: 1 - WGJ: 7 - CDU: 5 |

### Bürgermeister
Ehrenamtlicher Bürgermeister ist Lars Riemenschneider (Wählergemeinschaft Jembke).

### Wappen
Blasonierung: „In Silber ein nach unten gerichtetes, grünes Lindenblatt, belegt mit einem silbernen Ring, der nach oben offen ist.“
Das Lindenblatt deutet auf die sieben als Naturdenkmale ausgewiesene Lindenbäume im Ortsbereich hin, von denen der bekannteste Uhlenboom genannt wurde. Dieser kommt in Ortssagen und Erzählungen vor. Die grüne Farbe ist zudem Kennzeichen für die Landwirtschaft. Der nach oben offene Ring, ein Zeichen für Rundlingsdörfer in Landkarten, steht für die ursprüngliche Ortslage.
Das Wappen entwarf der Heraldiker Wilhelm Krieg aus Braunschweig. Die Verleihung des Wappens erfolgte am 27. August 1983 durch den damaligen Oberkreisdirektor Lemke.

## Vereine
Unter anderem haben folgende Vereine ihren Sitz in Jembke:
- Feuerwehrmusikzug Jembke
- Freiwillige Feuerwehr Jembke mit Jugendfeuerwehr
- DRK-Ortsverein
- Kleingartenverein Jembke
- Schützenverein Jembke e. V. von 1824
- Seva-Sangha-Verein zu Völkerverständigung Jembke e. V.
- Siedlergemeinschaft Jembke
- Sportverein Jembke von 1921 e. V.
- Junge Gesellschaft Jembke e. V.
- Tennisclub Jembke von 1982 e. V.

### Ehemalige Vereine
- Gemischter Chor Concordia von 1885 e. V. (bis 2020)
- Kyffhäuser Kameradschaft Jembke (bis 2013)

## Sport

### Sportanlagen
In Jembke existieren neben einem Schießstand und einer Sporthalle zwei Tennisplätze sowie zwei Fußballplätze.

### Sportvereine
Mit über 800 Mitgliedern (Stand 2019) ist der Sportverein Jembke der größte Verein. Er bietet die Sparten Fußball, Reiten, Tischtennis, Gymnastik sowie Ski-Inlineskating an. Der Verein nutzt seit einigen Jahren den Neubau der Jembker Sporthalle. Die Fußballherren- sowie die Tischtennismannschaften nehmen am jeweiligen Ligaspielbetrieb ihrer Sportarten teil. Die erste Herrenmannschaft Tischtennis spielt nach einem Jahr Verbandsligazugehörigkeit in der Landesliga, die erste Mädchenmannschaft Tischtennis spielte in der Vergangenheit Niedersachsenliga. 
Weitere Sportvereine sind der Schützenverein Jembke, der mehrfach Teilnehmer zu deutschen Sommerbiathlonmeisterschaften entsandte, sowie der Tennisclub Jembke.

## Wirtschaft und Infrastruktur

### Verkehr
- Die B 248 (Northeim–Dannenberg (Elbe)) führt vom 2,9 km südlich gelegenen Tappenbeck direkt durch Jembke zum nördlich gelegenen Barwedel (2,2 km).
- Kreisstraße 120 nach Tiddische (2,2 km)
- Kreisstraße 101 nach Bokensdorf (3,3 km)
- Kreisstraße 106 nach Wolfsburg (2,4 km)

Eine Buslinie der Verkehrsgesellschaft Landkreis Gifhorn (VLG) bedient den Ort. In Weyhausen gibt es eine Umstiegsmöglichkeit zu den nächsten Städten Wolfsburg oder Gifhorn.

### Bildung
Der Ort verfügt über einen Kindergarten, einen Hort sowie eine Grundschule mit je zwei Klassen in vier Klassenstufen. Offizielle weitere Schulen sind: Oberschule Weyhausen, Integrierte Gesamtschule Sassenburg oder das Humboldt-Gymnasium in Gifhorn.

## Persönlichkeiten
- Karl Heinrich Rengstorf (1903–1992), Theologe